# Aage Bertelsen

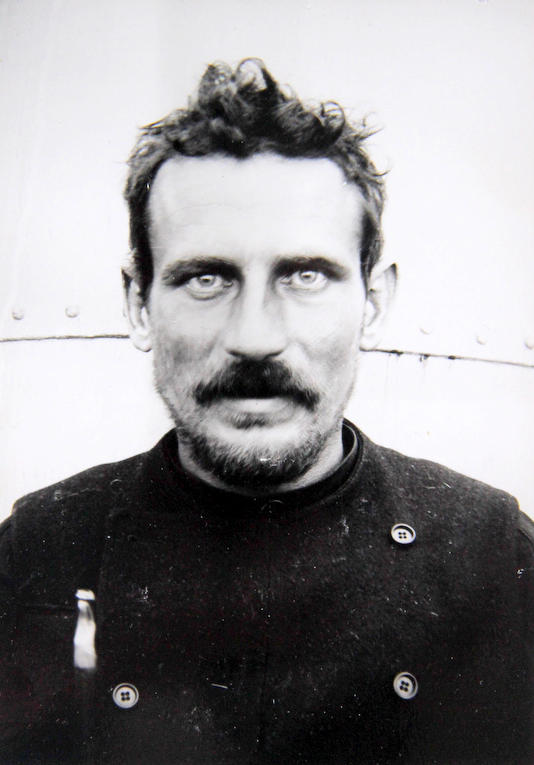
Aage Bertelsen während der Danmark-Expedition 1906–1908

Aage Bertelsen (* 28. September 1873 in Næstved; † 9. September 1945 in Kopenhagen) war ein dänischer Maler. Er nahm als Maler und Illustrator an der Danmark-Expedition (1906–1908) nach Nordostgrönland teil.

## Leben

### Jugend und Ausbildung

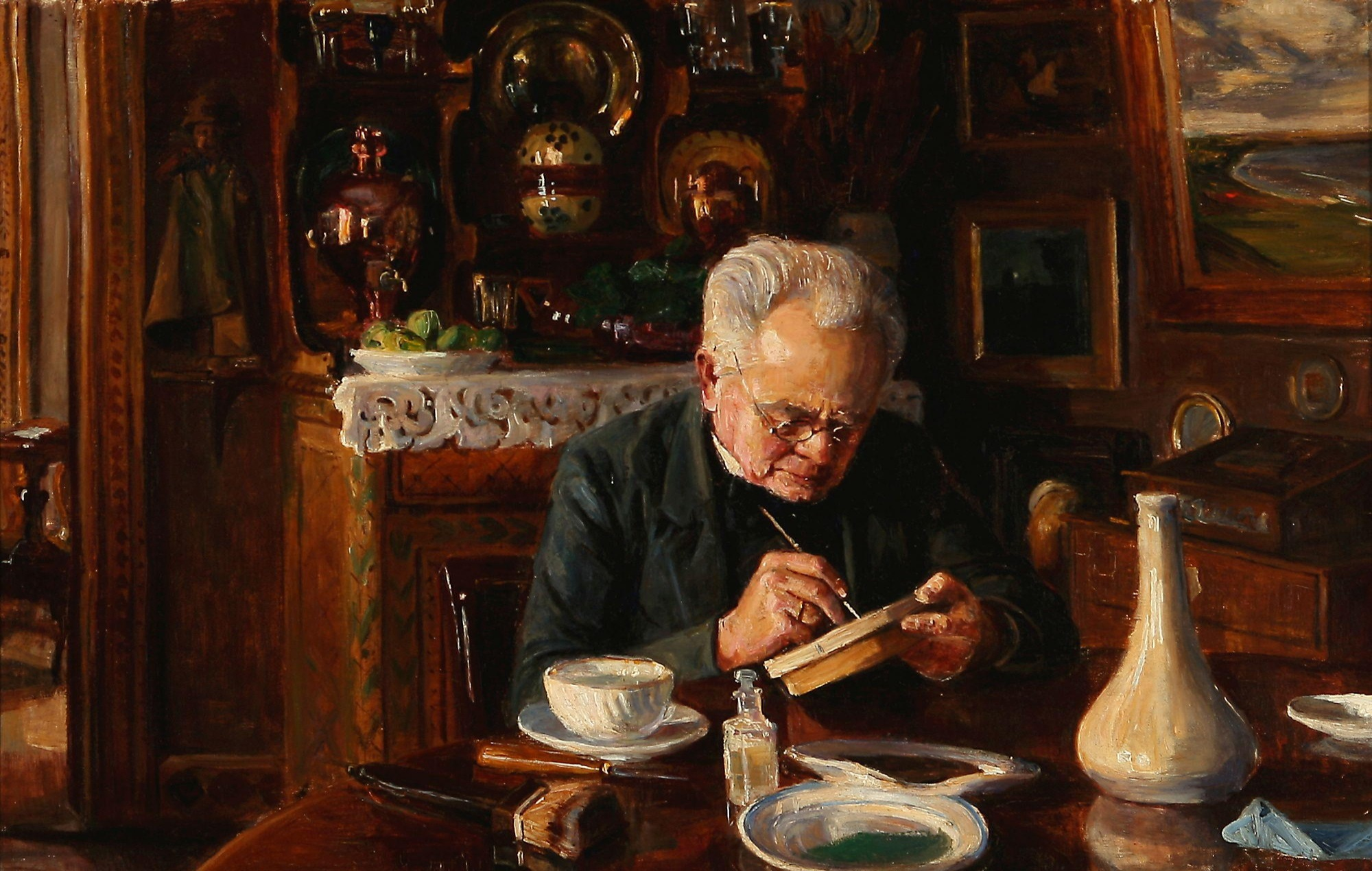
Aage Bertelsens Vater, Gemälde von ihm

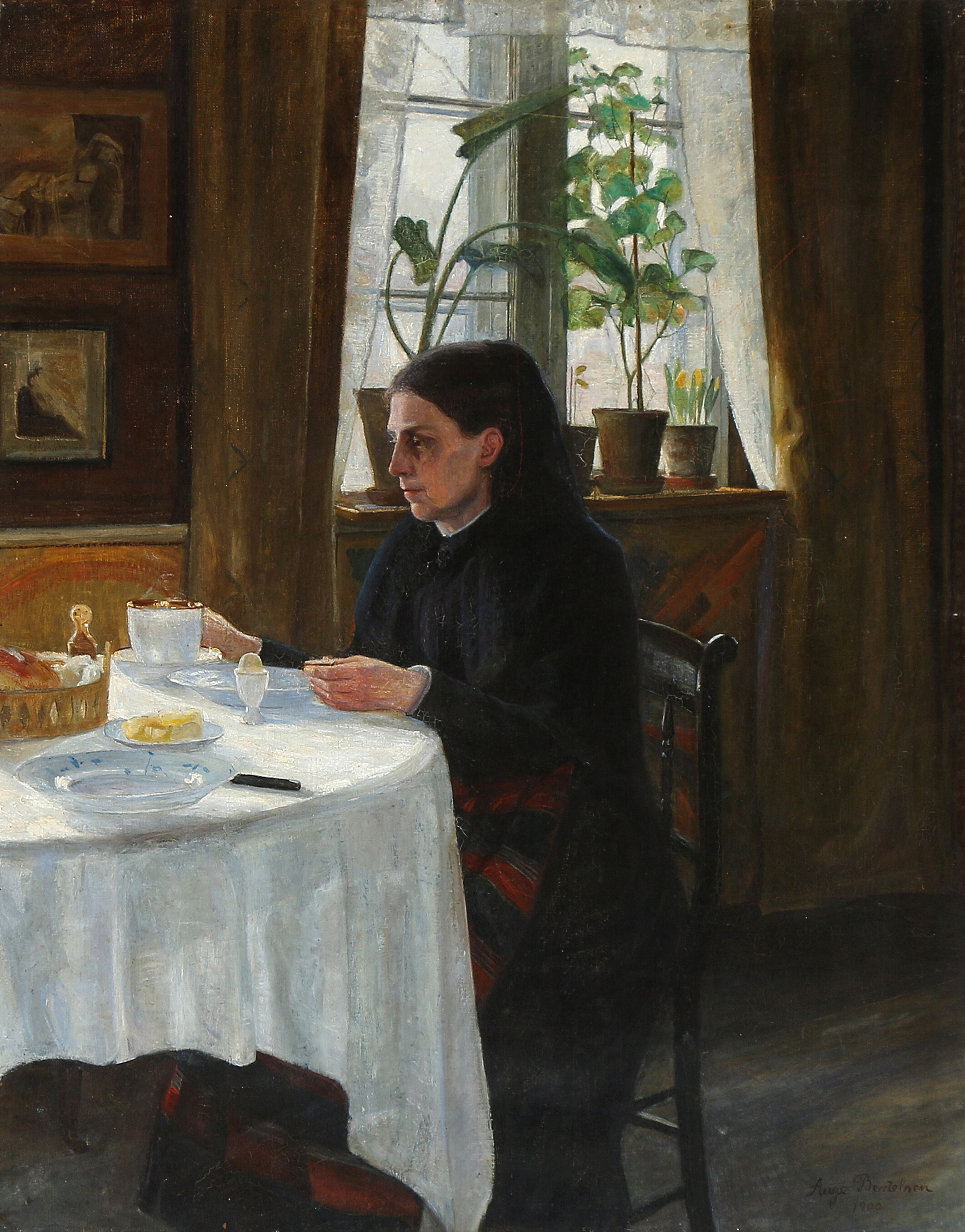
Aage Bertelsens Mutter, Gemälde von ihm

Aage Bertelsen wurde als Sohn des Malers Rudolf Vilhelm Valdemar Bertelsen (1828–1921), der als Zeichen- und Kunstlehrer am Internat Herlufsholm in Næstved unterrichtete, und seiner Frau Agnes Mette Lundstein (1845–1928) in Næstved geboren. Der junge Aage erlebte einen weltoffenen Künstlerhaushalt, in dem viele dänische Maler zu Besuch waren und oft für längere Zeit blieben, etwa Lauritz Andersen Ring. Dadurch angeregt und unterstützt, auch durch seinen Vater, begann Bertelsen schon früh zu zeichnen und zu malen.[Seitenzahl?] 1891 wurde er an Kristian Zahrtmanns Malerschule (Kunstnernes Frie Studieskoler) aufgenommen, wo er bis 1896 studierte. Nach dem Ende der Ausbildung reiste er gemeinsam mit Zahrtmann nach Italien. Die Reise führte zu einer engen Freundschaft zwischen den beiden Künstlern. Nach seiner Rückkehr schuf er ein Porträt seiner Mutter, das seinen künstlerischen Durchbruch darstellte und ihm eine Ausstellung auf Schloss Charlottenborg ermöglichte, wo er bis 1903 regelmäßig seine Werke ausstellte. 1904 wechselte er zu Den frie Udstilling in Kopenhagen. 1899 und 1900 unternahm er Reisen nach Deutschland und Frankreich.

### Die Danmark-Expedition 1906–1908

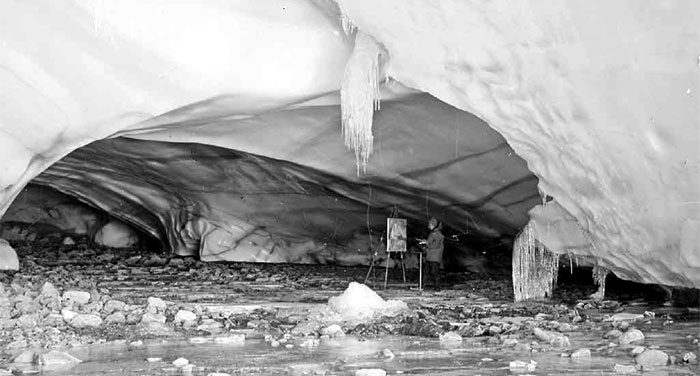
Bertelsen beim Malen während der Expedition 1906–1908 in der Gnipahöhle bei Danmarkshavn

Aage Bertelsen und Achton Friis begleiteten als Maler und Zeichner die zur Hälfte vom Königreich Dänemark finanzierte Expedition nach Nordostgrönland. 28 Teilnehmer (unter ihnen der Deutsche Alfred Wegener) und über 80 Hunde fuhren mit dem dampfunterstützten Segelschiff Danmark unter der Leitung von Ludvig Mylius-Erichsen in bislang unerforschtes Gebiet. Sie setzten in besonders gut organisierter Weise Hundeschlitten ein, um weit in den Norden vorzustoßen. Bertelsen erstellte eine große Zahl kleinerer farbiger Öl- und Aquarellbilder, die die grönländische Landschaft zu verschiedenen Jahreszeiten zeigen. Bertelsen und Friis stellten ihre Grönland-Bilder 1908 in Kopenhagen in Den frie Udstilling und dann in Aarhus und Odense aus. In den folgenden Jahren wurden sie auch in mehreren deutschen Städten sowie in London ausgestellt. Mehrere seiner Bilder illustrieren das 1910 erschienene Buch Im Grönlandeis mit Mylius-Erichsen von Achton Friis, das die harten Bedingungen während der Expedition im grönländischen Winter, den Zusammenhalt der Männer und den Tod des Leiters Mylius-Erichsen und zweier weiterer Expeditionsteilnehmer schildert.
Auf einer Schlittenfahrt am 2. Mai 1907 meinten Bertelsen, Johan Peter Koch und ihr Hundeschlittenführer Tobias Gabrielsen von Nordostrundingen aus eine Insel zu sehen, die später auch von anderen Forschern wie Lauge Koch, Peter Freuchen und Iwan Papanin beobachtet wurde und als Phantominsel Fata-Morgana-Land lange Zeit Rätsel aufgab. Sie konnte bei späteren Suchen aber nicht gefunden werden.
An Bertelsens Teilnahme an der Danmark-Expedition erinnern die geographischen Namen Aage Bertelsen Gletsjer und Kap Aage Bertelsen. Zudem erhielt er 1908 die Fortjenstmedaljen in Silber.

### Die Jahre nach der Expedition

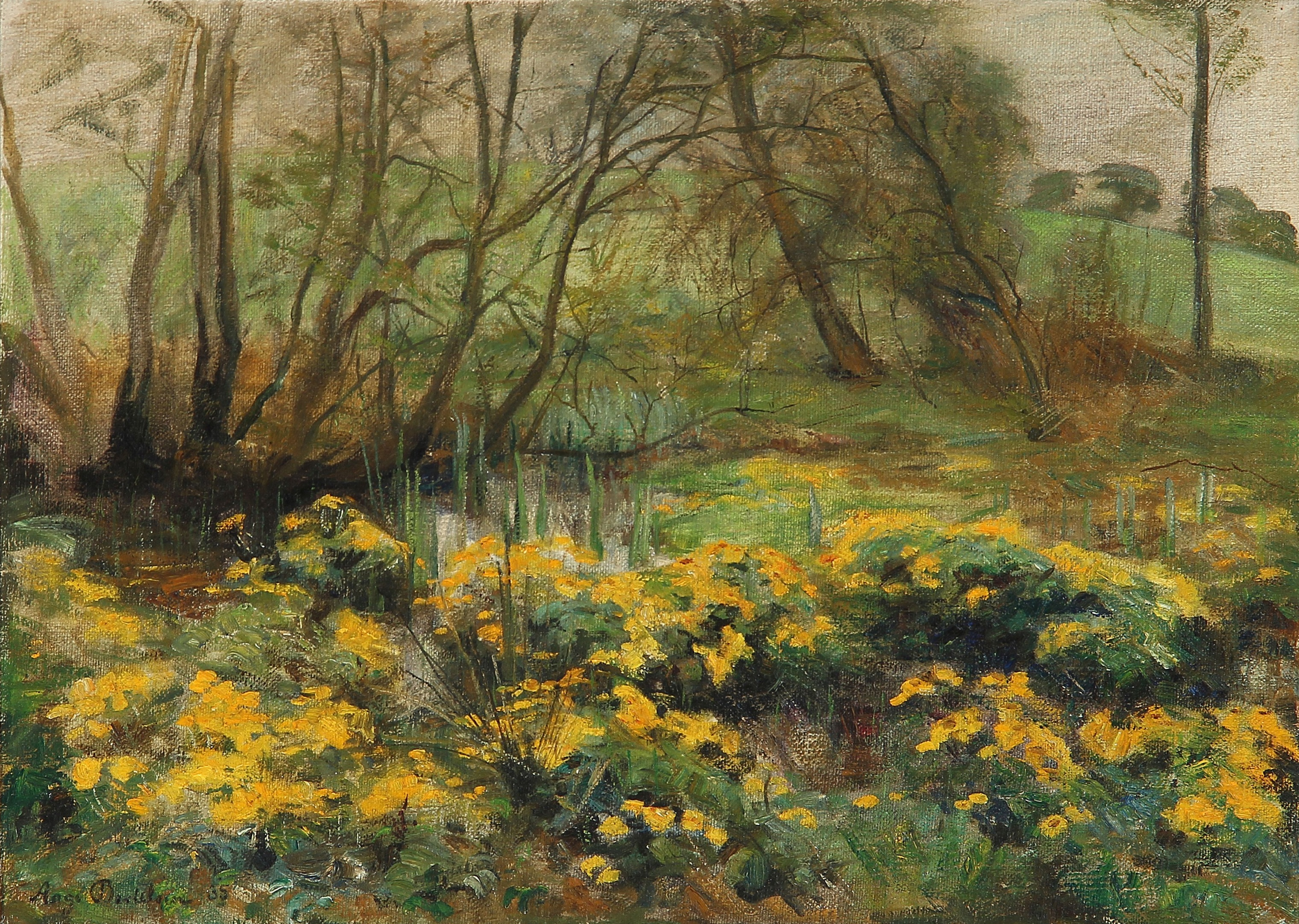
Aage Bertelsen, Blumen an einem Flusslauf

Am 3. August 1909 heiratete Aage Bertelsen im Sankt Jakobs Sogn in Kopenhagen die in Flensburg geborene Karen Dorothea Schmidt (1880–1961), Tochter des Bankbuchhalters Johannes Matthias Schmidt (1846–1909) und seiner Frau Johanne Hansen (1848–1932). Aage Bertelsen und seine Frau waren die Eltern des Arztes und Politikers Arne Bertelsen (1910–1971) und des Zoologen Erik Bertelsen (1912–1993).
Nach der Rückkehr aus Grönland unternahm Aage Bertelsen zudem weitere Reisen durch Europa. 1911 war er gemeinsam mit Kai Nielsen auf den Lofoten in Norwegen. 1913 ermöglichte ein Akademiestipendium ihm den Besuch von Rom, Neapel, Venedig und Civita d’Antino. Zudem war er in Schweden und England.
1924 war er Mitbegründer des Vereins Kunst for Varer, den er bis zu seinem Tod mit leitete. 1945 starb Aage Bertelsen in Kopenhagen im Alter von 71 Jahren und wurde in Birkerød beerdigt. Nach seinem Tod wurde 1946 in Den frie Udstilling eine Gedenkausstellung arrangiert.

## Werk
Aage Bertelsen begann seine künstlerische Karriere als Porträtmaler, wandte sich davon aber bereits jung ab. Er war vor allem als Landschaftsmaler bekannt. Viele seiner Bilder zeigen warme und farbenfrohe Darstellungen der dänischen Landschaft auf Lolland und Sjælland. Besonders bekannt sind seine Walddarstellungen. Daneben spielen auch die in Grönland entstanden Gemälde eine große Rolle in seinem Werk. Eine Zeitlang war er als Keramikmaler bei Herman Kähler beschäftigt.

## Nachwirkung
2009 reiste der dänische Maler Per Kirkeby auf den Spuren Bertelsens und Friis’ nach Nordostgrönland, um dort zu malen. Die dabei entstandenen Aquarelle und Radierungen wurden 2011 zusammen mit Werken von Bertelsen und Friis in verschiedenen dänischen Museen ausgestellt. Dazu entstand der Katalog En passion for Grønland.
Die Tagebücher von Bertelsen und Friis stehen im Mittelpunkt des Buches Vi kommer hjem igen! aus dem Jahr 2015, in dem Mette Karlsson und Søren Frandsen ausgewählte Einträge der Künstler vorstellen. Das Buch zeigt viele auf der Expedition entstandene Gemälde und Zeichnungen der beiden Künstlern.